# Joe de Lara
Joe de Lara (nacido como José Islas Lara en el Distrito Federal) (1942-2014).- Es considerado un icono de la televisión y de la música popular veracruzana. Comunicador de 72 años de edad, se hizo muy popular por el programa "Bazar del Hogar" el cual condujo por 18 años en Telever (Televisa Veracruz).
Joe impulsó a un gran número de agrupaciones musicales, las cuales apoyó y dio difusión en su espacio televisivo. Sus inclinaciones musicales fueron por el género de la "Cumbia", tomándola como estandarte musical.
El Director de la agrupación "Los Flammers" Roberto Bueno, le entregaría un reconocimiento por cumplir 50 años de trayectoria en los medios de comunicación, al mismo tiempo que destacaron su labor en el programa “Bazar del hogar”, la cual fue reconocida por la empresa televisiva a la cual representó.
A Joe de Lara gustaba del fútbol como deporte, y en su regreso a la Primera División en el año de 1989, apoyó a los Tiburones Rojos del Veracruz, creando el fenómeno social llamado la “Tiburomanìa”, la cual llevó a muchos estadios del país.

## Historia
En "Bazar del Hogar" compartió su espacio con otros conductores como Sumiko Mitzuko, y más tarde entraría en su lugar una joven llamada Tamber, la cual hacía las veces de reportera turística y que a la vez sería desplazada por Leslie Saveedra.
Sobre sus invitados, el mismo De Lara dijo al diario veracruzano "Notiver" en una entrevista: “Incorporé a gente común al programa, los hice sentir que era de ellos, que eran actores de su propio comportamiento y resultó, la gente lo hizo suyo", comentó el conductor. Al mismo tiempo, afirmó que él fue un poco egoísta, pues el programa de "Bazar del Hogar" lo hizo para sí mismo: “Yo lo hice pensando en mí; "Nunca me prohibieron la línea, y yo fui el conductor, productor y hasta director”, finalizó.
Después de un tiempo, Joe de Lara sería remplazado de "Bazar del Hogar" por el conductor Armando de la O., quedando en compañía de Leslie Saavedra, sin embargo con ellos el programa no tuvo éxito, siendo sacado del aire al poco tiempo.
Después de “Bazar del Hogar”, Joe se dedicó a su familia, y esporádicamente participó en programas radiofónicos para eventos del Carnaval de Veracruz o Semana Santa con Grupo FM. En sus últimos días colaboró para un programa independiente por internet el cual produjo y al que llamaba "Aki nos Vemusssssss", y también en "Radio Bemba" con el conductor Domingo Lucas.
La madrugada del miércoles 21 de mayo de 2014, fallece este popular conductor víctima de afectaciones diabéticas que venía padeciendo.

## Su trayectoria en los medios
En el año de 1963 inició participando en el programa radiofónico de amplitud modulada "Buenos días alegría", al mismo tiempo, inicia la televisión local el 18 de julio del mismo año, integrándose al proceso comunicativo como camarógrafo.
Siempre se caracterizó por su buen humor, sencillez y también por su larga trayectoria en el medio periodístico, quien fundara en Veracruz el semanario "Última Hora" en conjunto con el también periodista "Enrique Huerta"
Ya en Televisión del Golfo, lo que se conoce como Telever o Televisa Veracruz, funda el programa "Bazar del Hogar" donde puede apreciarse la cultura jarocha en sus niveles populares.
Hizo populares la frases chistosas “Allá nos vemuuus” , “Atenchon plis, Atenchon plis, evi vary jon”, las cuales serán recordadas por mucho tiempo. Como promotor artístico impulsó a varios grupos musicales como "Los Caracoles", "Los Socios del Ritmo", "Los Flamers", entre otros, así como a personajes populares de la emisión televisiva como Zumiko Mizuko, su compañera de conducción, Memo-Man, las integrantes de la U.V.A (Unión de Viejas Arguenderas), entre otros personajes populares nacido en el programa "Bazar del Hogar".
Una vez concluido el ciclo de "Bazar del Hogar", y después de 18 años, sale del programa y enseguida colabora con Grupo FM Radio Veracruz, siendo pieza fundamental en las transmisiones del carnaval. En ese mismo tiempo empieza su colaboración con el popular diario veracruzano "Notiver".
Joe es creador del concepto del "Día del Abuelo" junto con los luchadores de la Triple AAA.
Además es padrino del Lic. Ricardo Olivares Hernández, político de renombre conocido como el "Diablo"
Otras de las colaboraciones de Joe en los medios fueron con NOTIMEX, en el semanario CONSENSO, RADIO BEMBA Y AKI NOS VEMUSSS
junto con Domingo Lucas, otro popular conductor de medios en Veracruz; siendo estas sus últimas apariciones en los medios.
Diversos personajes de los medios de comunicación, la música popular y de la política han mostrado sus respetos hacia la familia de Joe. El pueblo veracruzano se unió a la pena que embarga a la familia del conductor.
En la cuenta de Joe de Lara en Facebook, se dio la noticia e inmediatamente se colocó el listón negro de luto, su hijo escribió: "Agradecemos infinitamente el apoyo brindado a mi familia, por sus oraciones, palabras de aliento, por la compañía... hoy estamos tranquilos porque mi papá está descansando, cuidándonos como siempre lo hizo y eso nos da tranquilidad y fortaleza; Dios le bendiga y multiplique todo lo que nos ha deseado".

### Más información sobre su muerte
- https://web.archive.org/web/20160306000513/http://eluniversalveracruz.com.mx/veracruzanos-personajes/2014/fallece-joe-de-lara-el-conductor-mas-famoso-de-veracruz-20346.html
- https://web.archive.org/web/20170312193936/http://www.cronicaveracruz.com/familiares-artistas-y-jarochos-despiden-a-joe-de-lara-en-veracruz/

- Datos: Q17171298